# Liga Euskal Herria de waterpolo
La Liga Euskal Herria de waterpolo masculino es la liga territorial que da acceso a la tercera división de waterpolo en España que se juega entre equipos de la zona del País Vasco, Navarra, Burgos y Cantabria

## Historia
Se organiza en base al convenio de colaboración entre la Federación Vasca de Natación y la Federación Navarra de Natación, estando abierta a la participación de otros equipos y federaciones de la zona (Cantabria, Castilla y León,...).
Ya a finales de la década de 1990 participó algún equipo fuera de las federaciones vasca y navarra como el burgalés Club Waterpolo Castellae, de la Federación de Castilla y León de Natación, subcampeón en tres temporadas.
Actualmente cuenta con dos divisiones de competición, teniendo la segunda un ascenso a la primera y la primera teniendo acceso a la competición de tercera división de la Liga española de waterpolo masculino (Segunda División de waterpolo de España).
En la década de 2020, el Waterpolo Club Logroño, de la Federación Riojana de Natación se sumó a la competición (en 2.ª división), siendo el primer equipo en aceptar la invitación de su federación.

## Historial
Los títulos desde 1997, año en el que se empieza el acuerdo vasco-navarro:
| Año     | Primero                       | Segundo                       | Tercero                 |
| ------- | ----------------------------- | ----------------------------- | ----------------------- |
| 1997-98 | Deportiva Náutica Portugalete | Club Askartza                 | Larraina                |
| 1998-99 | Deportiva Náutica Portugalete | Castellae                     | Larraina                |
| 1999-00 | Deportiva Náutica Portugalete | Fadura                        | Castellae               |
| 2000-01 | Deportiva Náutica Portugalete | Castellae                     | Fadura                  |
| 2001-02 | Larraina                      | Castellae                     | Club Askartza           |
| 2002-03 | Larraina                      | Fadura                        | Castellae               |
| 2003-04 | Larraina                      | UPNA                          | Club Askartza           |
| 2004-05 | Club Askartza                 | Deportiva Náutica Portugalete | Club Natación Santurtzi |
| 2005-06 | UPNA                          | Deportiva Náutica Portugalete | Club Askartza           |
| 2006-07 | Deportiva Náutica Portugalete | UPNA                          | Club Natación Santurtzi |
| 2007-08 | UPNA                          | Waterpolo Navarra             | Club Askartza           |
| 2008-09 | Waterpolo Navarra             | Waterpolo'98 02               | Club Askartza           |
| 2009-10 | Waterpolo Navarra             | UPNA'98 02                    | Máster Askartza         |
| 2010-11 | UPNA'98 02                    | Náutica Portugalete-Maristas  | Waterpolo Navarra       |
| 2011-12 | Waterpolo Navarra             | Deportiva Náutica Portugalete | Club Askartza           |
| 2012-13 | Deportiva Náutica Portugalete | Oiasso Bidasoa                | CNW Santoña             |
| 2013-14 | Club Deportivo Bilbao         | Oiasso Bidasoa                | Leioa Igeri Taldea      |
| 2014-15 | Club Askartza                 | Oiasso Bidasoa                | Leioa Igeri Taldea      |
| 2015-16 | Club Askartza                 | UPNA'98 02                    | Club Bidasoa XXI        |
| 2016-17 | Askartza B                    | UPNA'98 02                    | Urbat Urkotronik        |
| 2017-18 | Deportiva Náutica Portugalete | Askartza B                    | Urbat Urkotronik        |
| 2018-19 | URBAT IKE                     | Club Askartza                 | UPNA'98 02              |
| 2019-20 | URBAT IKE (1)                 | UPNA'98 02                    | Askartza B              |
| 2020-21 | URBAT IKE                     | Askartza B                    | Waterpolo Donostia      |
| 2021-22 | Askartza B                    | URBAT IKE                     | Iruña'98 02             |
| 2022-23 | Getxo IBKE                    | Waterpolo Navarra B           | Waterpolo Donostia      |
| 2023-24 | Waterpolo Navarra B           | Deportiva Náutica Portugalete | Askartza B              |
| 2024-25 | Waterpolo Donostia            | Leioa Waterpolo               | Waterpolo Navarra B     |

(1) En el año 2020, la liga sénior masculina se dio por suspendida debido al confinamiento por coronavirus. Los partidos que restaban por disputarse se suspendieron y las clasificaciones, tal y como se encontraban en el momento de su paralización por la declaración del estado de alarma sanitaria, se dieron como definitivos.

## Palmarés
| Club                          | Federación | Títulos |
| ----------------------------- | ---------- | ------- |
| Deportiva Náutica Portugalete | VAS        | 7       |
| Club Askartza                 | VAS        | 5       |
| Waterpolo Navarra             | NAV        | 4       |
| Larraina                      | NAV        | 3       |
| UPNA / Iruña 9802             | NAV        | 3       |
| URBAT IKE                     | VAS        | 3       |
| Club Deportivo Bilbao         | VAS        | 1       |
| Getxo IBKE                    | VAS        | 1       |
| Waterpolo Donostia            | VAS        | 1       |

### Por federación
| Por federación                 | Por federación                 | Títulos |
| ------------------------------ | ------------------------------ | ------- |
| Federación Vasca de Natación   | Federación Vasca de Natación   | 18      |
| Federación Navarra de Natación | Federación Navarra de Natación | 10      |